# Picassent
Picassent (em valenciano e oficialmente) ou Picasent (em castelhano) é um município da Espanha na província de Valência, Comunidade Valenciana. Tem 85,8 km² de área e em 2021 tinha 21 487 habitantes (densidade: 250,4 hab./km²).
Actualmente existe um número crescente de cidadãos portugueses nesta povoação, dando o mote ao início de uma comunidade portuguesa já denominada de "Portussent".[carece de fontes?]

## Demografia
| Variação demográfica do município entre 1991 e 2004 | Variação demográfica do município entre 1991 e 2004 | Variação demográfica do município entre 1991 e 2004 | Variação demográfica do município entre 1991 e 2004 |
| --------------------------------------------------- | --------------------------------------------------- | --------------------------------------------------- | --------------------------------------------------- |
| 1991                                                | 1996                                                | 2001                                                | 2004                                                |
| 14553                                               | 15438                                               | 16333                                               | 16943                                               |